# Ken Laufman
Kenneth O. Laufman, detto Ken (Hamilton, 30 gennaio 1932), è un ex hockeista su ghiaccio canadese.

## Palmarès

### Olimpiadi invernali
- 2 medaglie:
  - 1 argento (Squaw Valley 1960)
  - 1 bronzo (Cortina d'Ampezzo 1956)